# هيساشي كاتو
هيساشي كاتو (باليابانية: 加藤 久) (24 أبريل 1956 في ريفو في اليابان - )؛ هو لاعب كرة قدم ياباني سابق كان يلعب كمدافع. سبق له أن لعب مع منتخب اليابان.

## وصلات خارجية
- هيساشي كاتو على موقع الاتحاد الدولي (مؤرشف)  (الإنجليزية)
- هيساشي كاتو على موقع رابطة كرة القدم اليابانية للمحترفين (اليابانية)
- هيساشي كاتو على موقع قاعدة بيانات كرة القدم.إي يو (الإنجليزية)
- هيساشي كاتو على موقع ناشيونال فوتبول تيمز (الإنجليزية)
- هيساشي كاتو على موقع عالم كرة القدم.نت (الإنجليزية)
- National Football Teams
- Japan National Football Team Database